# Thoraxklinik Heidelberg

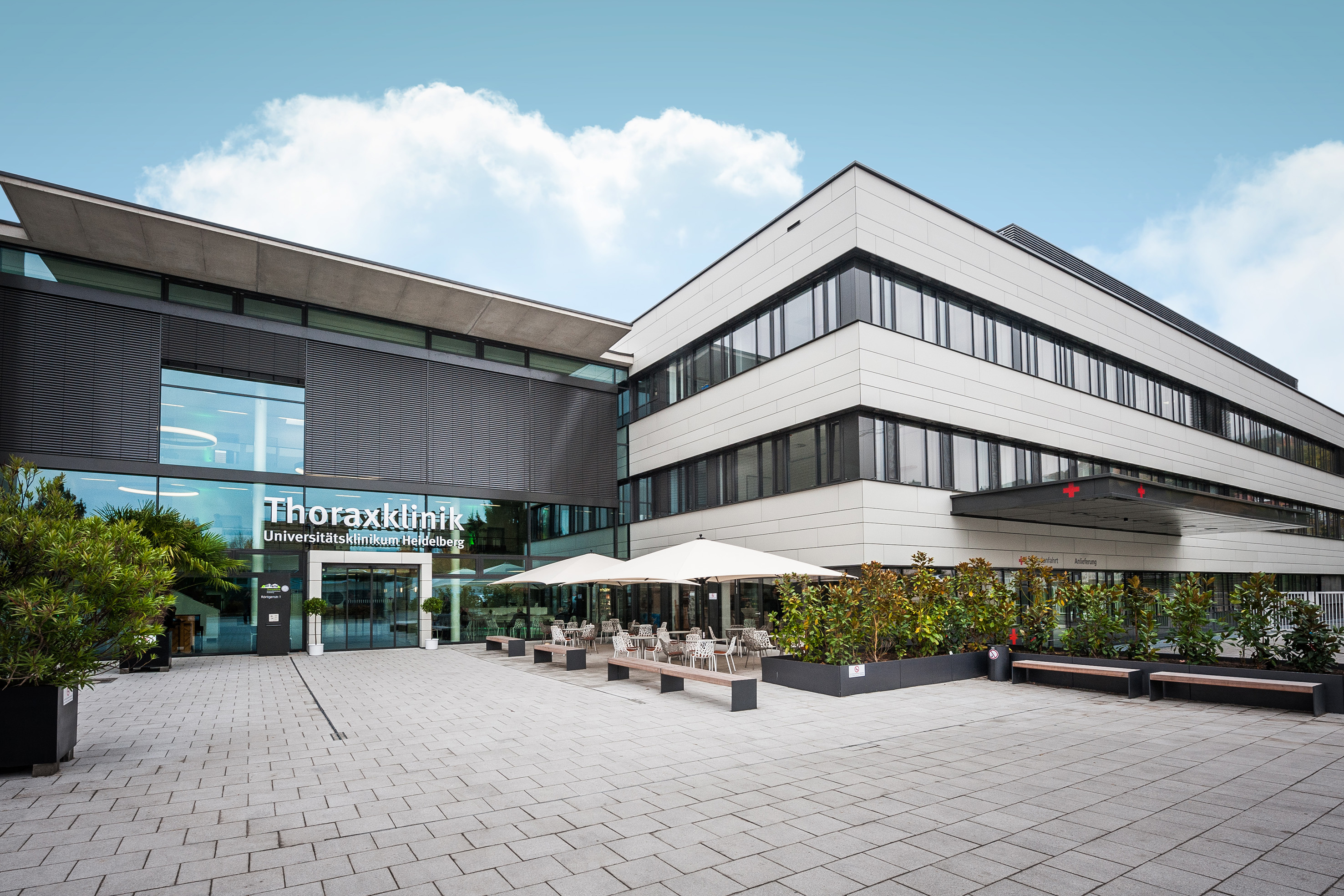
Eingangsbereich der Thoraxklinik

Die Thoraxklinik Heidelberg ist eine Lungenfachklinik und gehört zum Universitätsklinikum Heidelberg. Sie befindet sich im Heidelberger Stadtteil Rohrbach.

## Geschichte und Bedeutung
Die Klinik wurde 1899 gegründet. In den 1920er-Jahren bezog sie das Rohrbacher Schloss, das schon zuvor als Weltkriegs-Lazarett und später als Tuberkulose-Krankenhaus der LVA Baden gedient hatte. Das Schloss ist noch heute Bestandteil der modernen Klinik und dient Schulungszwecken.
Die Thoraxklinik Heidelberg ist eine der ältesten und bedeutendsten Einrichtungen ihrer Art in Europa und hat Bedeutung weit über den regionalen Raum hinaus. Für viele Tumorpatienten aus Deutschland und Europa ist sie die letzte Anlaufstation. Sie ist ein Krankenhaus der Maximalversorgung mit einer über 100-jährigen Geschichte und seit 2009 zertifiziertes Lungenkrebszentrum sowie akkreditiertes Weaningzentrum. Sie ist eine Tochtergesellschaft des Universitätsklinikums Heidelberg und arbeitet eng mit dem Deutschen Krebsforschungszentrum zusammen. Die Klinik ist einer der Partner des Nationalen Centrums für Tumorerkrankungen Heidelberg (NCT) und gehört zu den Heidelberger Standorten des Deutschen Zentrums für Lungenforschung. Als eine der größten Lungenfachkliniken in Deutschland werden mit 310 Planbetten sowie 4 OP-Sälen medizinische Leistungen und ca. 2.300 Operationen im Bereich der Thoraxerkrankungen durchgeführt. Ein besonderer Schwerpunkt liegt in der Behandlung von Lungenerkrankungen, der Pleura, des Mediastinums, der Brustwand und angrenzenden Regionen.

## Struktur und Aufgaben
Die Thoraxklinik gliedert sich im Wesentlichen in folgende Abteilungen:
- Interdisziplinäre Ambulanz. Untersuchung von Patienten mit Erkrankungen des Brustkorbs.
- Chirurgie. Operative Behandlung aller Erkrankungen des Thorax, sofern sie nicht das Herz betreffen. Größte thoraxchirurgische Abteilung in Deutschland mit rund 2.200 Operationen jährlich.
- Onkologie. Behandlung und Betreuung von Patienten mit Tumorerkrankungen des Brustbereichs oder mit Tumoren anderer Lokalitäten, deren Metastasen den Thorax in Mitleidenschaft gezogen haben. Mit Ambulanz für Chemotherapie.
- Pneumologie und Beatmungsmedizin
  - Schlafmedizinisches Zentrum. Diagnostik und Therapie von Schlafstörungen. Schwerpunkt: atmungsbedingte Schlafstörungen.
  - Palliativstation. Behandlung und Betreuung von Patienten mit unheilbaren Erkrankungen in ihrer letzten Lebensphase.
  - Interdisziplinäre Endoskopie. Diagnostik und endoskopische Behandlung von Atemwegserkrankungen.
- Anästhesiologie und Intensivmedizin
- Diagnostische und Interventionelle Radiologie mit Nuklearmedizin
- Klinische Chemie und Bakteriologie
- Sektion Translationale Forschung
- Apotheke. Herstellung und Versorgung der Klinik mit Pharmazeutika.
- Pflegedienst
- Physiotherapie
- Psychologischer Dienst
- Sozialdienst
- Seelsorge
- Prävention: Seit 2002 bietet die Klinik Schülern und Schülerinnen aus der Region Rhein-Neckar die Möglichkeit, an einer Veranstaltung zur Raucherprävention unter dem Motto „ohne Kippe“ teilzunehmen. Jährlich nehmen ca. 10.000 Schüler daran teil.